# Edward Rutherfurd
Edward Rutherfurd, pseudoniem van Francis Edward Wintle geboren in 1948 te Salisbury, Engeland, is de auteur van een aantal historische romans waarin wordt verteld over de geschiedenis van een stad. Hiertoe maakt hij zowel gebruik van fictieve als van niet fictieve personages en gebeurtenissen. 
Zijn werk wordt wel vergeleken met dat van auteurs als James Michener en Leon Uris.
Rutherfurd woont sinds de vroege jaren 90 in Dublin.